# Alexandre Skvortsov (cosmonaute)
Pour les articles homonymes, voir Alexandre Skvortsov.
Alexandre Alexandrovitch Skvortsov (en russe : Александр Александрович Скворцов) est un cosmonaute russe né le 6 mai 1966 à Chtchiolkovo, dans la RSFS de Russie (Union soviétique).

## Biographie
Son père, né en 1942 et nommé Alexandre Alexandrovitch Skvortsov également, avait été sélectionné en 1965 dans le groupe de cosmonautes TsPK-3, qu'il avait dû quitter en 1965 pour raisons médicales.
Sélectionné en 1997 lors de la sélection TsPK-12, son entraînement de base s'est terminé deux ans plus tard.

## Vols réalisés
Skvortsov est désigné comme membre d'équipage de la station spatiale internationale pour les expéditions 23/24 et commande même cette seconde. Il décolle le 2 avril 2010 à bord du vaisseau Soyouz TMA-18. Il revient sur Terre le 25 septembre 2010 après 176 jours en orbite.
Il repart en 2014 en tant que commandant du Soyouz TMA-12M pour participer aux expéditions 39 et 40 de l'ISS, pendant 169 jours. Il réalise deux sorties extra-véhiculaires au cours de cette mission en compagnie d'Oleg Artemiev.
Skvortsov  repart vers l'ISS pour une troisième mission de longue durée le 20 juillet 2019 en tant que commandant du Soyouz MS-13. Il participe aux expéditions 60 et 61.

## Galerie

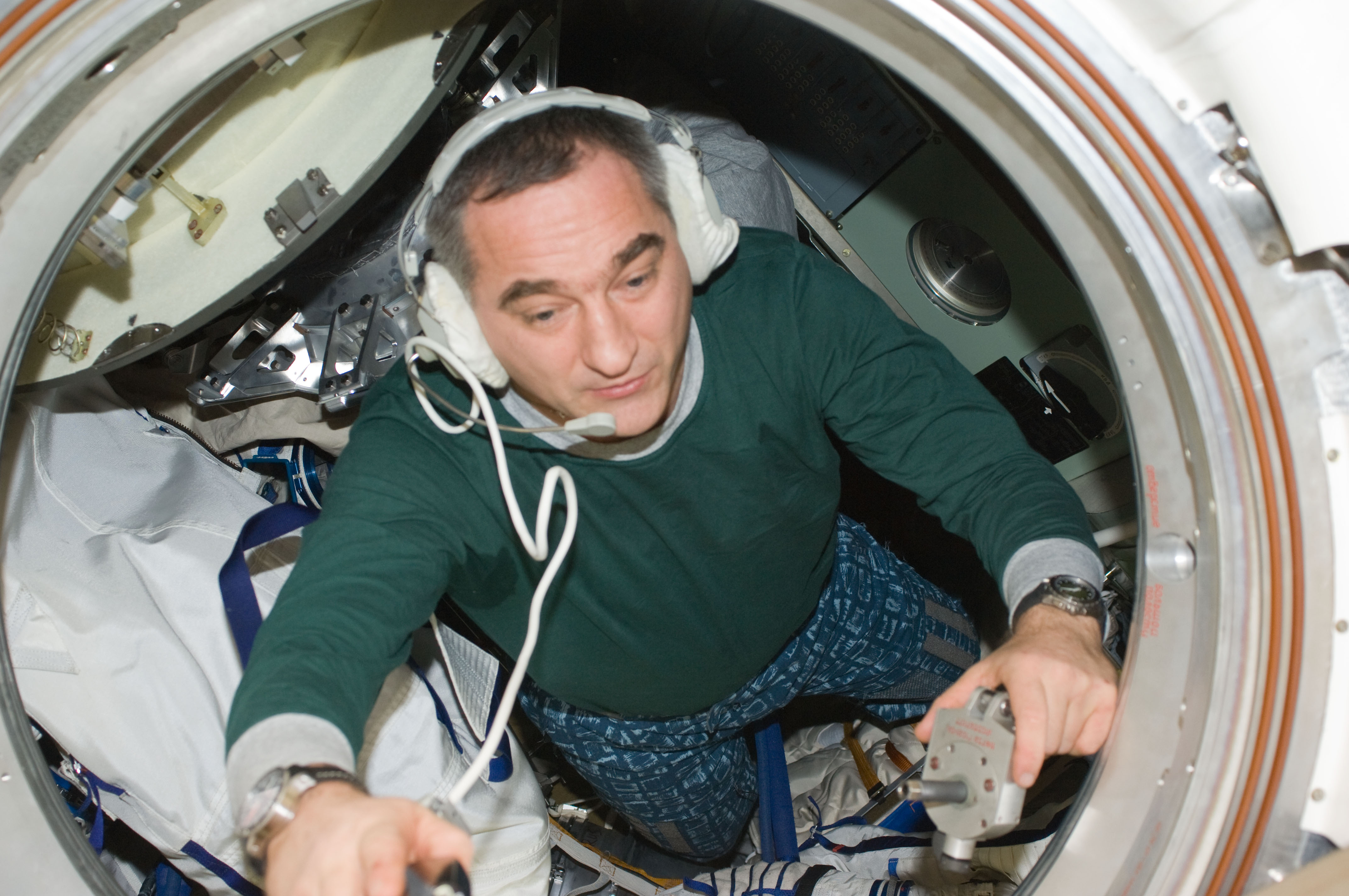
Le cosmonaute en action

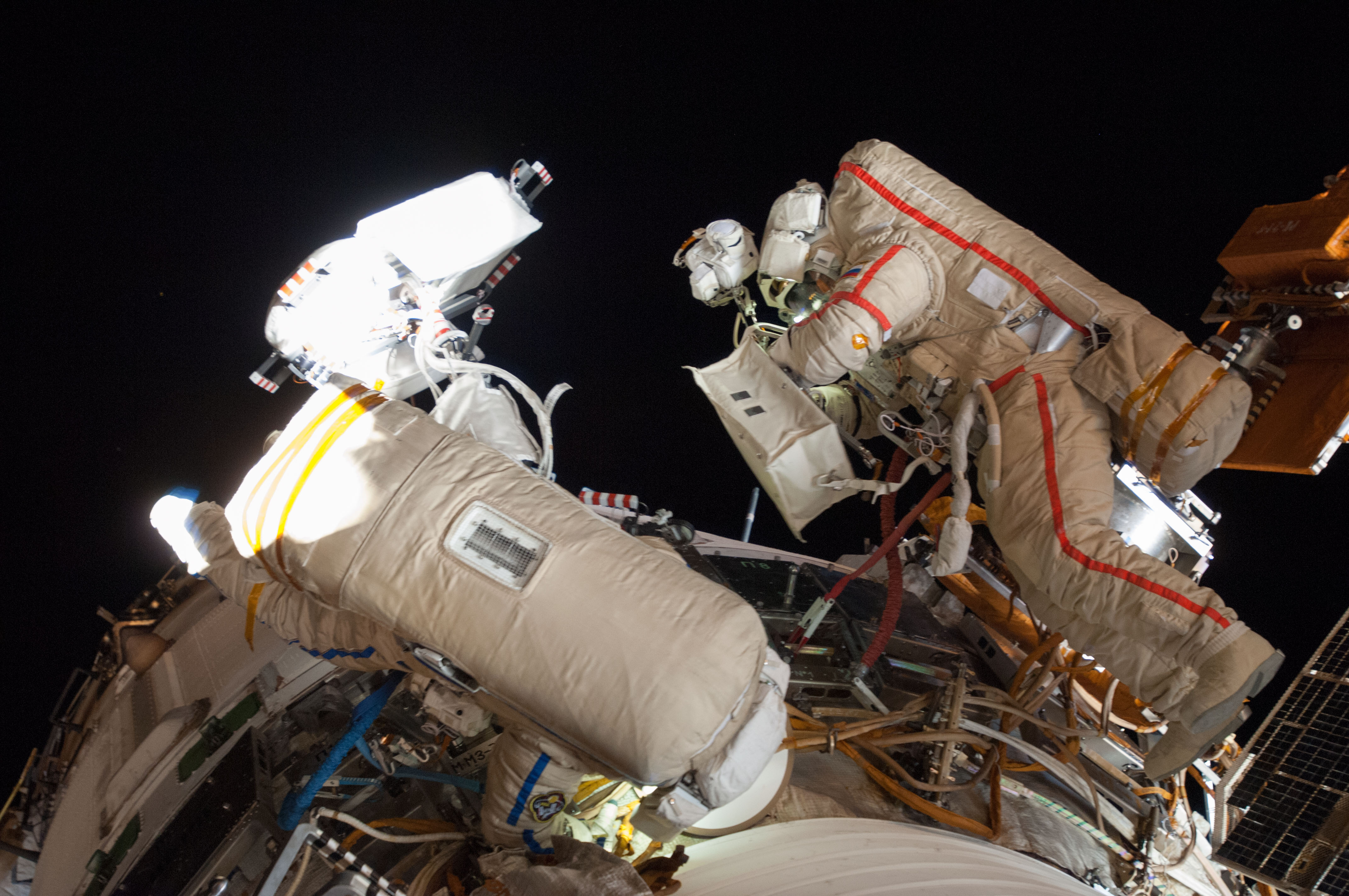
Svortsov (à droite) est ici en train d'effectuer la première de ses EVA lors de sa mission de 2014, avec son compatriote Oleg Artemyev.